# Rhinocypha dorsosanguinea
Rhinocypha dorsosanguinea – gatunek ważki z rodziny Chlorocyphidae.